# La difficulté d'être infidèle
Pour plus de détails, voir Fiche technique et Distribution.
La difficulté d'être infidèle est un film franco-italien réalisé par Bernard Toublanc-Michel en 1964.

## Synopsis
L'action se passe dans la luxueuse maison d'Olivier et Françoise, un jeune couple qui ont à leur service Chantal une bonne à tout faire. Celle-ci chargée de restituer une fourrure portée par sa patronne prend des airs de grande dame et se fait draguer par Jean, un chauffeur de maître qui lui-même se fait passer pour un aristocrate. Les deux jeunes gens promettent de se revoir sans savoir où ! Olivier flirte avec Frédérique une belle italienne avec laquelle il aimerait bien concrétiser. Françoise, elle, est amoureuse en secret de Danny Boy, un jeune chanteur yé-yé à succès. Olivier trouve un prétexte pour éloigner tout le monde de la maison pendant trois jours afin d'y accueillir sa maitresse, Françoise et censée aller voir sa mère à Compiègne, lui-même assurer un déplacement à Montélimar et Chantal obtient trois jours de congés. Tout ce beau monde monte dans le train pour en redescendre aussitôt et revenir à la maison que tout le monde croit vide, accompagnés de leurs amants et maîtresses respectifs. Il s'ensuit un chassé-croisé entre les trois couples. Chantal se fera prendre par Françoise puis par Olivier, elle usera de maints stratagèmes afin que les deux époux légitimes ne se rencontrent pas. À la fin apprenant que la mère de Françoise monte à Paris, Olivier et Françoise quittent la maison chacun de leur côté pour aller la chercher à la gare. Frédérique apprenant qu'Olivier est marié veut le tuer et demande à Danny Boy de les poursuivre, mais reconnu par ses fans la voiture est bloquée. Olivier et Françoise se retrouveront et la morale sera sauve, tandis que Chantal et Jean se marieront après s'être dit la vérité et auront beaucoup d'enfants.

## Fiche technique
- Titre original français : La difficulté d'être infidèle
- Titre italien : I piaceri coniugali
- Réalisation : Bernard Toublanc-Michel
- Scénario : Bernard Toublanc-Michel et Fanny Wickham sur une idée de Marc Camoletti
- Dialogues : René de Obaldia
- Musique : Armand Seggian
- Photographie : Raoul Coutard
- Montage : Jacqueline Thiédot
- Production : Pierre Braunberger
- Société de production : Les Films de la Pléiade, Les Films Marceau-Cocinor et Mercurfilm
- Société de distribution : Cocinor (France)
- Pays :  France et  Italie
- Genre : Comédie
- Durée : 110 minutes
- Dates de sortie : 
  - France : 15 mai 1964

## Distribution
- Gisèle Hauchecorne : Chantal, la bonne
- Bernard Tiphaine : Olivier
- Michèle Grellier : Françoise
- Danny Boy : lui-même
- Donatella Turri : Frédérique
- Pierre Vernier : Jean
- Denise Péronne : la dame avec le chien
- Alvaro Gheri
- Carlo Nell
- Dominique Marcas

## Récompense
Nommé au Festival international du film Berlin, 1964